# Xã Union, Quận Mitchell, Iowa
Xã Union (tiếng Anh: Union Township) là một xã thuộc quận Mitchell, tiểu bang Iowa, Hoa Kỳ. Năm 2010, dân số của xã này là 255 người.